# Ameno
Ameno es una localidad y comune italiana de la provincia de Novara, región de Piamonte, localizada a aproximadamente 100 km al noreste de Turín y a aproximadamente 40 km al noroeste de Novara. 
Al 31 de diciembre del 2004 tenía una población de 906 personas en un área de 10.0 km².
Cada junio hay un festival de "Blues" en Ameno.
La palabra Ameno en italiano significa "lugar saludable", porque está en lo alto de una colina rodeada de montañas.
Ameno posee numerosos hogares antiguos y castillos pertenecientes a familias nobles de Turín y Milán quienes vacacionan en Ameno en el verano. 

## Evolución demográfica
| Gráfica de evolución demográfica de Ameno entre 1861 y 2001 |
|                                                             |
| Fuente ISTAT - elaboración gráfica de Wikipedia             |